# Пурга (притока Уви)
Пурга́ (Туруа; рос. Пурга) — річка в Удмуртії (Увинський та Вавозький райони), Росія, ліва притока Уви.
Довжина річки становить 25 км. Бере початок на північний схід від присілку Ключева. Протікає спочатку на захід, потім повертає на південний захід як Туруа, нижня течія направлена на захід і має назву Пурга (протікає територією Вавозького району). Впадає до Уви навпроти присілку Жуйо-Можга. Береги заліснені, місцями заболочені. Приймає декілька дрібних приток. Збудовано ставок. У пригирловій ділянці ведуться торфозробки.
Над річкою розташовано присілок Лісоучасток.